# Фјумарела (Ређо ди Калабрија)
Фјумарела (итал. Fiumarella) је насеље у Италији у округу Ређо ди Калабрија, региону Калабрија.
Према процени из 2011. у насељу је живело 93 становника. Насеље се налази на надморској висини од 44 м.